# Nicholas Timmings
Nicholas Timmings (29 december 1990) is een Australisch skeletonracer. Zijn tweelingbroer Dean Timmings was ook een skeletonracer.

## Carrière
Timmings maakte zijn wereldbekerdebuut in het seizoen 2014/15 en deed tot in 2019/20 mee in alle seizoenen van de wereldbeker maar was voornamelijk actief in de reeksen net onder de wereldbeker. Hij deed elk seizoen ongeveer deel aan 1 tot 3 wereldbeker wedstrijden en wist dus nooit een hoge eindplaats te bereiken.
Hij nam deel aan twee wereldkampioenschappen in 2015 werd hij 28e en in 2019 werd hij 26e.
In 2022 nam hij deel aan de Olympische Winterspelen en werd laatste en 25e na vier runs.

## Resultaten

### Olympische Spelen
| Jaar | Plaats | Resultaat |
| ---- | ------ | --------- |
| 2022 | Peking | 25e       |

### Wereldkampioenschappen
| Jaar | Plaats     | Resultaat       |
| ---- | ---------- | --------------- |
| 2015 | Winterberg | 28e Individueel |
| 2019 | Whistler   | 26e Individueel |
| 2021 | Altenberg  | 25e Individueel |

### Wereldbeker
Eindklasseringen
| Seizoen   | Rang |
| --------- | ---- |
| 2014/2015 | 43e  |
| 2015/2016 | 42e  |
| 2016/2017 | 41e  |
| 2017/2018 | 36e  |
| 2018/2019 | 36e  |
| 2019/2020 | 31e  |
| 2020/2021 | /    |
| 2021/2022 | 35e  |